# Perihan Önder
Perihan Önder-Ridder (* 6. Mai 1960 in Manisa, Türkei) ist eine türkische Komponistin und Musikwissenschaftlerin.

## Leben
Önder erhielt ihre erste Musikerziehung von ihrem Vater Selim Önder. Er ist Musiker, Volksliedsammler, Komponist und pensionierter Musiklehrer. Perihan Önder nahm ihre professionelle Musikausbildung im Jahr 1970 mit dem Fach Klavier am staatlichen Konservatorium in Izmir auf. Im Jahr 1974 wechselte sie ins Fach Komposition am staatlichen Konservatorium in Ankara und studierte erst hier, dann in Izmir und Istanbul bei Muammer Sun, İlhan Usmanbaş und Ahmed Adnan Saygun. Im Jahr 1987 erlangte sie das Promotions-Equivalenz-Diplom.
In den Jahren 1985 bis 1986 studierte sie als Stipendiatin der Feridun-Stiftung der ungarischen Regierung in Budapest an der Franz-Liszt-Musikakademie bei Emil Petrovics Komposition und am Institut für Musikwissenschaften der Ungarischen Akademie der Wissenschaften bei Lázló Vikár Musikethnologie. Zwischen 1979 und 1993 unterrichtete sie als Lehrbeauftragte erst im staatlichen Konservatorium in Izmir, dann im staatlichen Konservatorium der Mimar-Sinan-Universität in Istanbul die Fächer Solfège, Gehörbildung, Musiktheorie und Instrumentenkunde. Darüber hinaus besuchte sie verschiedene Gebiete in der Türkei, um Volksmusik zu sammeln.
Nachdem sie Thomas S. Ridder im Jahr 1992 geheiratet hatte und im Jahr 1993 nach Deutschland ausgewandert war, hat sie im Wintersemester 1995/96 das Lehramt-Studium für Türkisch und Musik an den Essener und Dortmunder Universitäten aufgenommen und im Jahr 2000 mit dem Ersten Staatsexamen abgeschlossen. Nach zweijährigem Referendariat und dem Zweiten Staatsexamen arbeitet sie an der Herbert-Grillo-Gesamtschule in Duisburg als Türkisch- und Musiklehrerin.

## Wirken
Önder-Ridder, die verschiedene Stücke für Kammermusik, Orchester, Ballet und Theater geschrieben hat, verfasste zwei Fachbücher. Sie hat in ihrem Studium in der Türkei zwei musikwissenschaftliche Arbeiten verfasst und in Auszügen veröffentlicht. Diese Arbeiten sind die ersten schriftlichen Dokumentationen in Form musikalischer Analysen über die Werke der zeitgenössischen türkischen Komponisten in der Türkei.
In verschiedenen Zeitschriften wurden des Weiteren Kurzgeschichten und Gedichte, Reiseberichte sowie Essays und Analysen von Önder-Ridder veröffentlicht. Sie hat außerdem eine Analyse über den Zeitungsartikel Pift von Çetin Altan (1985) und zwei Arbeiten für das Erste und Zweite Staatsexamen in Deutschland geschrieben.
Im November 2011 wurden Kompositionen von ihr in der Oper in Frankfurt am Main uraufgeführt.

## Werke

### Frühwerke
- Sechs Stücke für Klavier, Spieldauer 15’ – 04.1976 (als MP3 bei der Komponistin verfügbar).
- Lob für Klavier, Spieldauer  1’20’’ – 05.1976 (als MP3 bei der Komponistin verfügbar).
- Mit Tonika fis, für Klavier – Spieldauer  2’55’’ – 09.1976 (als MP3 bei der Komponistin verfügbar).
- Stück für zwei Klarinetten, Spieldauer  1’30’’ – 1977 (als MP3 bei der Komponistin verfügbar).
- Stück für zwei Flöten, Spieldauer 1’25’’ – 1977 (als MP3 bei der Komponistin verfügbar).
- Eine Herbst-Erinnerung, Spieldauer 1’10’’ – 03.1977 (als MP3 bei der Komponistin verfügbar).
- Stück für zwei Oboen, Spieldauer 1’45’’ – 12.1977 (als MP3 bei der Komponistin verfügbar).
- Suite/Volkslieder für Klavier, Spieldauer 9’ – 02.1978 (als MP3 bei der Komponistin verfügbar).
- Stimme von Kranichen am Himmel, ein Volkslied für Sopran und Klavier, Spieldauer 3’ – 1978 (als MP3 bei der Komponistin verfügbar).
- Ruf I, für Klavier, Spieldauer 5’15’’ – 10.1977 (als MP3 bei der Komponistin verfügbar).
- Ruf II, für Klavier, Spieldauer 4’10’’ – 02.1980 (als MP3 bei der Komponistin verfügbar).
- Ruf III, für Klavier, Spieldauer 3’ – 11.1980 (als MP3 bei der Komponistin verfügbar).
- Kleine Suite für Orchester, (aus Traum der waisen Ayşe, Ballettmusik, für Klavier), Spieldauer 4’33’’ – 1980 (hierzu ist die Aufnahme leider verloren gegangen).

### Spätere Werke
- „Kavakta turna sesi var“ Volkslied für Mezzosopran und Klavier – 1978 (veröffentlicht: Niedernhausen, Verlag edition kemel).
- „Anatolien“ Lied für Sopran und Klavier – 1981 (veröffentlicht: Niedernhausen, Verlag edition kemel).
- Variationen und Fuge über ein eigenes Thema für Streichquartett – 1982 (veröffentlicht: Niedernhausen, Verlag edition kemel).
- Sonate für Cello und Klavier – 1982 (veröffentlicht: Niedernhausen, Verlag edition kemel).
- Kammerkonzert – 1983 (Uraufführung durch die englische Gruppe „Lontano“ 1991 in Istanbul) (veröffentlicht: Niedernhausen, Verlag edition kemel).
- Symphonie – 1985 (veröffentlicht: Niedernhausen, Verlag edition kemel).
- Satz für Streichquartett – 1986 (veröffentlicht: Niedernhausen, Verlag edition kemel).
- Musik für das Kinderschauspiel: „Die große Erbschaft“ – 1987 (lief eine Saison).
- „Der Prediger“ für Klavier und Pianist – 1988 (veröffentlicht: Niedernhausen, Verlag edition kemel).
- Vier Stücke für Flöte, Klavier und Schlagzeuge – 1989 (veröffentlicht: Niedernhausen, Verlag edition kemel).
- Musik für Streichorchester – 1989 (veröffentlicht: Niedernhausen, Verlag edition kemel).
- Theatermusik für das Stück „Ballar Balini Buldum – Yunus Emre“ – 1990 (lief eine Saison).
- Ballettmusik „Die glücklichen Häuser“ – 1992 (Aufführung von der Ballettgruppe „Türkuaz“ in Istanbul).
- Variationen für Violine und Violoncello – 1994 (veröffentlicht: Niedernhausen, Verlag edition kemel).
- „Das Gebet“ für Mezzosopran, Klavier und Schlagzeuge (über das eigene Gedicht mit dem gleichen Titel – 1991) – 1994.
- Zweistimmige türkische Volkslieder für Kinder- und Jugendchöre: „Mein Hahn mit Sommersprossen“ 1994 –1997 (Veröffentlicht: Istanbul, 1998, Pan Verlag).
- Musik für Akkordeon – 1998.
- „Rabe“ Klavierstücke für Kinder (Deutsch und Türkisch; zweistimmig mit Liedtexten und Arbeitsblättern) – 2003 (veröffentlicht: Niedernhausen, Verlag edition kemel).
- „Daphnes Bauernhof“ Zweisprachige Kinderlieder (Deutsch und Türkisch) – 2004.
- „Herbert Grillo – Gesamtschulhymne“, f. Stimme u. Klavier, Text: Thomas Ridder – 2004.
- Flieg, flieg Käferchen! – Kinderreime und -lieder mit Klavierbegleitung (mit Arbeitsblättern; zweisprachig: Türkisch und Deutsch) – 2008.
- „Rückblicke“ für Orgel – (Uraufführung: 20. April 2010, Evangelische Kirche in Bleidenstadt/Deutschland, Andreas Karthäser: Orgel) – 2008 (Veröffentlicht: Niedernhausen, Verlag edition kemel).
- „Haiku“, für Bariton/Mezzosopran und Klavier, Nr. 1–6 (Uraufführung: 17. November 2011, Frankfurter Oper, Ralph Daniel Mangelsdorff: Countertenor, Wolfgang Siegmund Schneider: Klavier) – 2010 (veröffentlicht: Niedernhausen, Verlag edition kemel).
- „Tschinag-Lieder“, für Bariton und Klavier, über die Gedichte von Galsan Tschinag: Nr. 1–9 – 2011 (veröffentlicht: Niedernhausen, Verlag edition kemel).

## Schriften
- Verschiedene Essays, Aufsätze, Analyse, Geschichten, Gedichte usw. in verschiedenen Zeitschriften.
- Forschungsarbeit (Musikkunde) über Cemal Reşit Reys „Spaziergänge in einer aus Erinnerung bestehenden Stadt,“ – 1982 (in Auszügen veröffentlicht).
- „Pift“ – Analyse über den Zeitungsartikel mit dem gleichen Titel von Qetin Altan – 1985.
- Musikologische Untersuchungen über Ahmet Adnan Sayguns erstes, zweites und drittes Streichquartett – 1988 (in Auszügen veröffentlicht).
- Hausarbeit für das Erste Staatsexamen „Vergleichende Märchenanalyse nach strukturalistischer Methode“.
- Eine thematische und harmonische Analyse des «Requiem»s von Verdi (Kurzfassung veröffentlicht anlässlich einer Aufführung in Dortmund für eine Konzertboschüre).
- Hausarbeit für das Zweite Staatsexamen „Interpretieren von Werbung mit Geschlechterstereotypisierung in türkischen Zeitschriften zur Weiterentwicklung der sprachlichen Ausdrucksfähigkeit der SchülerInnen (Ein Konzept für eine Unterrichtseinheit in der Jahrgangsstufe 11)“.

## Quelle
- Vita der Künstlerin, die sie ihrem Verleger in Deutschland edition kemel zur Verfügung gestellt hat sowie dem Autor des Artikels